# Jody Reynolds
Jody Reynolds (* 3. Dezember 1932 in Denver, Colorado; † 7. November 2008 in Palm Desert Kalifornien) war ein US-amerikanischer Rockabilly-Sänger, Gitarrist und Songwriter. 

## Karriere
Reynolds wuchs in Oklahoma auf, später zog seine Familie nach Arizona. Er war geprägt von der dort populären Country- und Western-Musik und gründete in den frühen 1950er Jahren eine erste Band. Mit Aufkommen des Rockabilly änderte Reynolds seinen Stil. Inspiriert durch Elvis Presleys Titel Heartbreak Hotel verfasste er bereits 1956 Endless Sleep. Reynolds sendete Demoaufnahmen an verschiedene Plattenfirmen, die den Titel über den tragischen Tod eines jungen Mädchens jedoch alle ablehnten. Demon Records akzeptierte den Titel erst nach einer Änderung des Liedtextes in ein Happy End. 1958 erreichte die Single Platz 5 der Billboard Hot 100 und wurde zum ersten einer ganzen Reihe von Titeln über von Tragödien überschattete Teenager-Lieben (unter anderem Tell Laura I Love Her von Ray Peterson, Ebony Eyes von den Everly Brothers oder Leader of the Pack von den Shangri-Las). Die nächste Single Fire of Love erreichte noch die Top 100, weitere Charterfolge gelangen Reynolds jedoch nicht mehr. Endless Sleep wurde später als Coverversion von Künstlern wie Vince Taylor, John Fogerty, Marc Bolan und Billy Idol aufgenommen.
Reynolds verlegte sich nach einigen Jahren auf das Songwriting und führte daneben einen Gitarrenhandel. Zu seinen Kunden gehörte unter anderem Elvis Presley, für den er Mitte der 1970er Jahre auf Betreiben von Colonel Tom Parker einige Titel schrieb, die dieser vor seinem Tod jedoch nicht mehr aufnehmen konnte. 
1999 wurde Reynolds mit einem Stern auf dem Walk of Fame in Palm Springs neben Ricky Nelson und Elvis Presley geehrt. Im selben Jahr wurde er in die Rockabilly Hall Of Fame aufgenommen.
Reynolds verstarb am 7. November 2008 im Alter von 75 Jahren an den Folgen einer Leberkrebserkrankung.

## Diskografie (Auszug)
Singles
- 1958:  Elope With Me / Closin' In
- 1958: Endless Sleep / Tight Capris
- 1958: Fire Of Love / Daisy Mae
- 1959: The Storm / Please Remember
- 1959: Golden Idol / Beaulah Lee
- 1960: Stone Cold / (The Girl With The) Raven Hair
- 1963: Don't Jump / Stormy
- 1963: The Girl From King Marie / Raggedy Ann
- 1963: Devil Girl / A Tear For Jesse

Alben
- 1978: Endless Sleep